# Mogami (Yamagata)
Pour les articles homonymes, voir Mogami.
Mogami (最上町, Mogami-machi) est un bourg du district de Mogami (préfecture de Yamagata), dans le nord de l'île de Honshū, au Japon.

## Géographie

### Démographie
En 2011, la population de Mogami s'élevait à 9 698 habitants répartis sur une superficie de 330,27 km2 (densité de population de 29 hab./km2).